# Opel
 For alternative betydninger, se Opel (flertydig). (Se også artikler, som begynder med Opel)
Opel Automobile GmbH, eller blot Opel, er en tysk køretøjsproducent, der siden 16. januar 2021 har været et datterselskab af Stellantis. Opel var ejet af den amerikanske bilproducent General Motors fra 1929 til 2017 og herefter af PSA Group, indtil PSA i 2021 fusionerede med Fiat Chrysler Automobiles, hvorved Stellantis blev dannet.
Virksomheden kan spore sine rødder tilbage til 1862, hvor Adam Opel grundlagde en symaskinefabrik i Rüsselsheim am Main. Selskabet begyndte at fremstille cykler i 1886 og fremstillede den første bil i 1899. Under Fritz von Opel udviklede Opel i 1920'erne raketter, og selskabet gennemførte i 1928 og 1929 verdens første bemandede raketflyvninger. Selskabet blev i 1929 noteret på børsen, hvor General Motors erhvervede en majoritetspost og i 1931 samtlige aktier i selskabet; et ejerskab, der bestod i næsten 90 år. Sammen med den britiske producent Vauxhall Motors, som GM havde købt i 1925, var Opel hjørnestenen i GM's europæiske aktiviteter. Opel var i tiden omkring 1930’erne og i perioder i 1960’erne og 1970’erne Tysklands største bilproducent.
Under GM's ejerskab begyndte Opel fra 1960'erne at samarbejde med britiske Vauxhall Motors og fra 1980'erne blev Opels modeller solgt i Storbritannien under Vauxhall-mærket. En række Opel-modeller blev solgt i Australien under Holden-mærket indtil 2020, i Nordamerika og Kina under de amerikanske mærker Buick, Saturn og Cadillac, og i Sydamerika under Chevrolet-mærket.
Opel har fortsat hovedkvarter i Rüsselsheim am Main og er det tyske hovedkontor i Stellantis.

## Historie

### 1862–1898
Selskabet blev grundlagt af Adam Opel i Rüsselsheim i Hessen den 21. januar 1862 og producerede i begyndelsen symaskiner. I 1886 introducerede Opel et nyt produkt, "velocipede", eller væltepetere.. Adam Opels to sønner deltog i væddeløb med væltepetere og var på den måde med til at popularisere produktet. Produktionen voksede, og i 1888 flyttede fabrikken til nye lokaler i Rüsselsheim, hvor cykelproduktionen, herunder også af almindelige cykler, hurtigt overgik produktionen af symaskinerne. Da Adam Opel døde i 1895, var firmaet markedsleder på begge markeder.

### 1898–1920
De første biler blev fremstillet i 1898 efter Adam Opels enke Sophie og de to ældste sønner indgik i et partnerskab med Friedrich Lutzmann, en låsesmed i Dessau i Sachsen-Anhalt, der forinden havde arbejdet med fremstilling af biler. De første Opel biler, Opel Patentmotorwagen "System Lutzmann", blev bygget i Rüsselsheim i begyndelsen af 1899. Bilen var dog ikke en succes; der blev alene bygget i alt 65 biler de første tre år, og allerede efter to år blev partnerskabet med Lutzmann afsluttet. Opel indgik i stedet i 1901 en licensaftale med den franske bilproducent Darracq, hvorefter Opel kunne bygge biler under navnet Opel Darracq. Disse biler havde et Opel karrosseri monteret på et Darracq chassis, drevet af en tocylindret motor. De første Opel Darracq biler blev vist på en udstilling i 1902 og produktionen begyndte i 1906, men ophørte allerede i 1907.
Produktionen af egenudviklede Opel-modeller fortsatte efter ophøret af samarbejdet med Darracq. I 1909 blev Opel 4/8 PS, kendt som Doktorwagen ("Lægebilen"), introduceret. Bilens pålidelighed og robusthed gjorde den populær hos læger, der ofte måtte køre lange ture til patienterne på veje i en tid, hvor asfalterede veje var sjældne.
I 1911 brændte fabrikken i Rüsselheim til grunden, og der blev i stedet opført en ny fabrik med nyt maskineri. Med branden ophørte symaskineproduktionen, og Opel fremstillede herefter alene cykler, motorcykler og biler.
Opel introducerede i 1911 Opel 60-PS-Motorpflug, en motoriseret plov til landbruget. I 1912 fremstillede 3.000 arbejdere 30.000 cykler og 3.000 biler på den nye fabrik. Samme år blev limousinen 24/30 PS sendt på markedet. Året efter udviklede Opel prototypen til et strømlinet køretøj, det såkaldte "Opel-æg". Sammen med en testbil fra det franske firma Automobiles André Dubonnet var Opel-ægget den eneste indtil da strømlinede bil. Bilen kunne køre 95 km/t.
Under 1. verdenskrig fortsatte Opel produktionen af biler og producerede blandt andet 8/22 og 9/25 hk modellerne. I 1919 blev 21/55 hk-modellen introduceret som den første sekscylindrede personbil fra Opel.
Opels biler blev oprindeligt testet på offentlige veje, hvilket førte til klager over støj og slid på vejene. Opel måtte derfor opføre en oval testbane i 1917. Opførelsen blev afsluttet i 1919, men først åbnet for offentligheden den 24. oktober 1920 under det officielle navn Opel-Rennbahn ("Opel-racerbane").

#### Lastbiler og flymotorer
Opel havde påbegyndt fremstilling af lastbiler i 1909. Lastbilerne var stor succes i hæren. Under 1. verdenskrig producerede mere end 4.000 arbejdere mellem 1915 og 1918 4.454 lastbiler, 2.391 personbiler og omkring 6.000 flymotorer af typerne Argus As III og BMW IIIa under licens. Efter Tysklands nederlag i krigen og den efterfølgende franske besættelse af Rüsselsheim blev produktionen midlertidigt indstillet for noget senere at blive genoptaget i mindre skala for at stoppe igen i 1923, hvor de økonomiske problemer i Tyskland som følge af hyperinflation umuliggjorde rentabel produktion.
- Reklame for Opel Patent Motorwagen Lutzmann fra 1899.jpg
- Opel Darracq fra 1902 under veteranbilvæddeløb
- Opel 4/8 PS "Doctorwagen" fra 1908
- Opel Ei (Opel Æg) fra 1913

### 1920–1929
Efter afslutningen af 1. verdenskrig fortsatte Opel produktionen af biler og 1920'erne blev succesfulde for virksomheden. Opel blev i begyndelsen af 1920'erne den første tyske bilproducent, der indførte samlebåndsproduktion. Samlebåndslinjen blev i 1924 anvendt til at fremstille den nye to-sædede bil Laubfrosch ("Træ-frø"), der kun blev leveret med grøn lakering. Samlebåndsproduktionen minimerede fremstillingsomkostningerne og bilen kunne sælges for langt højere priser i 1920'erne store efterspørgsel efter køretøjer, og Opel opnåede stor indtjening på modellen.
I 1928 producerede Adam Opel KG 42.771 biler og var derved den største bilproducent i Tyskland med en markedsandel på 37,5% den af det tyske bilmarked og var også landets største bileksportør. Samme år introducerede Opel sin første otte-cylindrede model: Opel Regent.

#### Cykler og motorcykler
Opel havde fremstillet cykler siden 1886 og fortsatte med produktionen indtil 1936, hvor divisionen blev solgt til NSU Motorenwerke. Op igennem 1920'erne var Opel verdens største producent af cykler.
Opel havde fremstillet motorcykler fra 1901 til 1907, men udviklede i 1913 en ny let motorcykel, Opel Motorfahrrad, udstyret med en firtaktsmotor på 140 c, der ydede 1,1 hk. Grundet 1. verdenskrig kom motorcyklen dog ikke i produktion for end i 1919, hvor den blev fremstillet i en herre- og en dameudgave. I 1922 blev udviklet en motorcykel til racerløb og Opel udviklede også andre lette motorcykler.
I midten af 1920'erne flyttede Opel motorcykelproduktionen til Sachsen. I 1928 erhvervede Opel aktiemajoriteten i cykelproducenten Elite Diamant i Reichenbrand, et distrikt i byen Siegmar nær Chemnitz. Elite-fabrikkerne i Sachsen fungerede som det nye produktionsanlæg. En 16 hk model fra Diamant-Werke med en Kuehne-motor på 500 cm³ og rørformet stålramme blev solgt under Opel-logoet i en kort periode. Samme år erhvervede Fritz von Opel licensen til den såkaldte "Neander-ramme" fra Ernst Neumann-Neander og i 1929 gik Opel Motoclub 500 motorcyklen med denne pressede stålramme i serieproduktion. Fritz von Opel moteret en raketmotor på en Motoclub motorcykel og kørte den under stor mediebevågenhed på Avus-racerbanen i Berlin.

#### Raketmotorer
Fritz von Opel, der var Adam Opels barnebarn og medejer af Opel, var drivkraften bag Opels eksperimenter med udvikling af raketmotorer til biler og til fly, eksperimenter, der fik stor betydning for raketteknologi og rumflyvninger. Sammen med Max Valier grundlagde Fritz von Opel i 1920'erne "Verein für Raumschiffahrt" ("Foreningen for rumskibsfart") og udviklingsprojektet Opel-RAK, der udviklede raketmotorer. Programmet førte til en række hastighedsrekorder for biler og køretøjer på jernbanespor og til den første bemandede raketflyvning i september 1929.
Opel udviklede to raketdrevne biler, RAK 1 og RAK 2, der opnåede sensationelle hastighedsrekorder. Fritz von Opel var fører af RAK 2, der i 1928 på racerbanen AVUS i Berlin satte hastighedsrekord med 238 km/t. Rekorden blev sat foran 3.000 tilskuere med prominente gæster som filminstruktøren Fritz Lang, verdensmesteren i sværvægt Max Schmeling og flere andre kendisser. Et raketdrevet køretøj på jernbanespor, RAK 3, satte hastighedsrekord med 256 km/t. Efter disse successer blev RAK 1 motoren monteret på en flyvemaskine designet af Julius Hatry. Fritz von Opel fløj som det første menneske det raketdrevne fly. Flyvningen vakte international opmærksomhed, og blev bl.a. dækket af ugerevyen Universal Newsreel i USA, hvor flyvningen skabte omtale, kendt som "Rocket Rumble". Flyvningen inspirerede også mange i Tyskland, herunder Wernher von Braun, der blev meget inspireret af raketeknologiens muligheder.
Opels RAK-program begyndte at fokusere på brug af flydende brændstof og byggede og testede raketmotorerne hertil i slutningen af 1920'erne i Rüsselsheim. Ifølge Max Valiers erindringer opsendte Opel RAKs raketdesigner, Friedrich Wilhelm Sander, to raketter drevet af flydende brændstof ved Opel Rennbahn den 10. og 12. april 1929. Disse Opel RAK-raketter med flydende brændstof var de første europæiske, og nr. 2 i verden efter Robert H. Goddards raketter i 1926, der fløj med flydende brændstof. Opel arbejdede også på en ny raketmotor med flydende drivmiddel til en forventet flyvning over Den Engelske Kanal. Ifølge Valiers erindringer producerede motoren i maj 1929 et tryk på 200 kg "i mere end 15 minutter, og i juli 1929 var Opel RAK-programmet i stand til at opnå faser på mere end tredive minutter med et tryk på 300 kg på Opels værker i Rüsselsheim".
Den økonomiske krise efter Wall Street-krakket i 1929 ramte Tyskland hårdt, og Opel måtte indstille RAK-programmet samme år. Max Valier fortsatte dog sine bestræbelser på egen hånd, men døde i 1930, da en raket eksploderede i værkstedet. En anden drivkraft i projektet, Friedrich Wilhelm Sander, fortsatte også arbejdet med raketteknologien; Sanders virksomhed blev beslaglagt af den tyske militær i 1935, og Sander anholdt af Gestapo og arresteret og senere dømt for forræderi. Han døde i 1938.

#### Lastbiler
Opel havde stoppet lastbilproduktionen i 1923, men genoptog den i 1927 produktionen med en let lastbil, kaldet "Schnellastwagen" med en nyttelast på 2,5 ton.

### 1929 - 1939
Den 3. december 1928 blev selskabets juridiske form ændret fra et kommanditselskab til et aktieselskab med en aktiekapital på 60 millioner Reichsmark. Den 17. marts 1929 solgte Wilhelm von Opel og hans bror Friedrich Opel oprindeligt 80 % af selskabets aktier til det amerikanske bilfirma General Motors (GM). GM ønskede at ekspandere i Europa og havde allerede i 1923 etableret General Motors International i København og havde i 1925 købt britiske Vauxhall Motors. GM var imponeret over Opels moderne produktionsfaciliteter, hvilket afspejlede sig i prisen; GM havde betalt 2,5 mio. USD for Vauxhall, men betalte 33,352 mio. USD for Opel. Opel-brødrene var i stand til at sikre, at de forblev medlemmer af bestyrelsen, og at Fritz von Opel ledede bestyrelsen. Derudover blev Opel-navnet og en uafhængig modelpolitik bibeholdt.
Kort efter overdragelsen af hovedparten af Opel til GM indtraf Wall Street-krakket den 24. oktober 1929, og tysk økonomi blev ramt hårdt af den efterfølgende økonomiske krise. I 1930 realiserede Opel et et tab på næsten 14 millioner Reichsmark og Opel-familien overdrog de resterende 20 % af aktierne til GM, hvorefter Opel blev et helejet datterselskab i GM-koncernen. Efter at have overtaget samtlige aktier besluttede GM i 1930 at afhænde motorcykelproduktionen og de tabsgivende Elite Diamond-fabrikker. I 1931 havde Opel kun 5.892 ansatte, og den årlige produktion af alle motorkøretøjer faldt i 1932 til 20.928. Eksporten var dog rentabel og tegnede sig for 77,6% af den samlede tyske bileksport i 1931.
Nedgangen var dog midlertidig og Opel udviklede nye modeller, Opel 1,2 Liter (også kaldet P4, fire cylindere og 22 hk) og Opel 1,8 Liter (også kaldet Opel "Regent", seks cylindere og 32 hk), der blev introduceret i 1931 og blev grundpillerne i Opels modelprogram. Efterspørgslen for disse lidt mindre biler var stor, og Opel P4 solgte særdeles godt med over 65.000 solgte enheder på bare to år.
Efter nazipartiets magtovertagelse i 1933 overvejede General Motors ikke at trække sig ud af Tyskland. I stedet blev nøglepositioner i en tilpasningsproces, der varede indtil 1936, besat af nationalsocialister, og jødiske medarbejdere blev afskediget eller overført til USA. På foranledning af den nazistiske regering blev en topmoderne fabrik i Brandenburg an der Havel bygget samme år til produktion af de større tre tons "Blitz" lastbiler som en del af genoprustningen af Wehrmacht. 1935 var også året, hvor Opel introducerede den første tyske bil med selvbærende karosseri, året efter Citröen havde introduceret Citroën Traction Avant som den første i verden. Den nye banebrydende bil fik navnet Opel Olympia, opkaldt efter de kommende olympiske lege. I 1935 blev Opel den første tyske bilproducent, der producerede over 100.000 biler om året. og i 1937 var Opel Europas største bilproducent og den syvendestørste i verden med 130.267 byggede køretøjer. Luksusklassen blev repræsenteret det år af den nye topmodel, den 3,6-liters Admiral og Super 6 (2,5-liter), som i det ydre lignede Chevrolet Master. Begge biler blev stadig bygget konservativt med et separat karosseri på chassisset.
I 1938 var Adam Opel AG den vigtigste kilde til udenlandsk valuta for økonomien i Nazi-Tyskland og stod for 46,6 % af Tysklands samlede eksport. Største aftagere var Sverige og Danmark (henholdsvis 7.200 og 3.250 biler af alle modeller). Den 9. juni 1938 tildelte Adolf Hitler fortjenstkors af den tyske ørns orden til James D. Mooney, der som GM's vicepræsident havde ansvaret for Opel. Samme år introducerede Opel den særdeles succesfulde og moderne Opel Kapitän, der nåede at sælge 25.374 eksemplarer inden produktionen blev stoppet i efteråret 1940 af den tyske regering som følge af udbruddet af 2. verdenskrig.
Ved krigsudbruddet bestod Opels modelprogram i de firecylindrede Kadett (1,1 l, 23hk) og Olympia (1,5 l, 37 hk), samt de sekscylindrede Kapitän (2,5 l, 55 hk) og Admiral (3,5 l, 75 hk).
- Opel Kadett fra 1936
- Opel Super 6 (1937-1938)
- Første generation af Opel Kapitän (1938–1940)
- Første generation af Opel Admiral (1937–1939), her som cabriolet

### 1939 - 1945
I foråret 1939 havde den tyske regering overtaget den daglige kontrol over amerikansk ejede Opel-fabrikker i Tyskland, men besluttede ikke at nationalisere dem fuldstændigt. Kort efter krigsudbruddet, blev Opel nationaliseret og Opel måtte i oktober 1940 indstille produktionen af personbiler efter ordre fra den tyske regering. Under 2. verdenskrig fremstillede virksomheden Wehrmachts vigtigste lastbil, lastbilen Blitz "S" (Standard). Udover Blitz-lastbiler producerede fabrikken i Rüsselsheim også motorer, dele til raketter og torpedoer samt komponenter til flyene Junkers Junkers Ju 88 og Messerschmitt Me 262. I Warszawa og Riga drev Opel reparationsværksteder for militærkøretøjer brugt på østfronten. I 1943 var over 18.500 mennesker ansat på fabrikken i Rüsselsheim; I januar 1945 nåede dette tal, som følge af den katastrofale råvaresituation, et lavpunkt på knap 6.000 ansatte. I modsætning til andre tyske bilfirmaer nægtede Opel at ansætte koncentrationslejrfanger, men anvendte dog tvangsarbejdere. I 1942 var 52 % af de 4.000 ansatte på lastbilfabrikken i Brandenburg udenlandske tvangsarbejdere, og på fabrikken i Rüsselsheim var det 20 % af de 18.500 arbejdere; andre kilder nævner tallet 35 %. I juli og august 1944 blev begge Opel-fabrikker i Rüsselsheim og i Brandenburg an der Havel stærkt beskadiget af allierede bombeangreb. Lastbilfabrikken i Brandenburg kunne ikke genoptage produktionen, og blev ved krigsafslutningen demonteret af sovjetiske tropper og det tilbageværende materiel konfiskeret og sendt til Sovjetunionen.
Efter krigen modtog General Motors erstatning for de skader, som bombardementerne havde påført fabrikken i Rüsselsheim. GM modtog også kritik af at have foretaget en skattemæssig nedskrivning af værdien af Opel til nul, hvilket gav et skattefradrag på 22,7 millioner dollars, men efter krigen modtog GM omkring 32 millioner dollars i krigserstatning, fordi de allierede havde bombet Opels tyske fabrikker.

### 1945–1959 Ny begyndelse i Rüsselsheim
Efter krigsafslutningen blev fabrikken i Brandenburg demonteret og maskiner m.v. sendt til Sovjetunionen som krigsskadeerstatninger. 47% af bygningerne i Rüsselsheim var beskadiget, men blev påbegyndt genopført. Den amerikanske militære ledelse i den amerikanske besættelseszone lod allerede fra juli 1945 fabrikken påbegynde aktiviteter med reparation af personbiler fra før krigen. I de tre første år blev repareret over 1.500 biler, fortrinsvis Opel-modeller.
Der blev ikke fremstillet nye køretøjer i 1945, men allerede i 1946 blev produktion af Opel Blitz genoptaget, nu på fabrikken i Rüsselsheim. Den første Opel Blitz-lastbil rullede ud af fabrikken den 15. juli 1946 i overværelse af den amerikanske general Geoffrey Keyes og pressen.
Produktionen af Opel Kadett fra før krigen blev samme år genoptaget i Sovjetunionen som Moskvich-400. Opel genoptog produktionen af personbiler i Rüsselsheim i 1947, først med den succesrige lille førkrigsmodel Olympia og fra 1948 med den større Kapitän. I slutningen af 1947 beskæftigede Opel i Rüsselsheim 8.147 personer, og allerede ved udgangen af 1951 var der 19.585. General Motors overtog igen kontrollem med Opel den 1. november 1948.
Førkrigsmodellen Olympia blev i 1953 af afløst af den nyudviklede Olympia Rekord. Opels mellemklassebiler Olympia, Olympia Rekord og Rekord P1 (fra 1957) blev efter Volkswagens "VW 1200 (Folkevogn) den næstmest populære tyske biler i 1950'erne. På tredjepladsen kom Opels store mellemklassebil Opel Kapitän, der i årtiet fik modelskifte seks gange i løbet af årtiet. Opels biler blev markedsført som "Opel der Zuverlässige" (da.: "Opel den pålidelige"), et slogan, dr blev benyttet indtil slutningen af 1960'erne, og fra da af for de mere konservative og statelige modeller Rekord, Commodore og "KAD-modellerne (Kapitän, Admiral og Diplomat).

#### Køleskabsproduktion Frigidaire
General Motors havde fra krigen tillige haft produktion af køleskabe under mærket Frigidaire i USA og i Tyskland og havde i 1938 flyttet den tyske produktion til Rüsselsheim. I 1949 blev Frigidaire lagt ind under Adam Opel AG og værket i Rüsselsheim genoptog produktionen af Frigidaire-køleskabe, der blev solgt som Frigidaire under Opel-mærket. Produktionen af køleskabe fortsatte indtil 1959.
- Olympia Rekord (1955)
- 1952 Opel Kapitän 1952
- Opel Rekord P1 (1957–1962)

### 1960–1979: Succesfulde tider og markedsleder
GM ønskede et tættere samarbejde mellem sine to europæiske mærker, Vauxhall og Opel, og iværksatte i begyndelsen af 1960'erne et projekt om udvikling af en "fælles" lille familiebil for de to datterselskaber. Den nye bil skule i Tyskland konkurrere bl.a. mod den populære Volkswagen "Boble". Projektet førte til udviklingen af Opel Kadett A (introduceret i 1962) og Vauxhall Viva, introduceret i 1963. Selvom Opels og Vauxhalls modeller blev udviklet i samme projekt og havde visuelle ligheder, var de ikke søstermodeller, da Opels version benyttede metersystemet og Vauxhalls version de britiske måleenheder, hvorfor der kun var ganske få dele i bilerne, der var identiske. Den nye Kadett blev produceret på Opels nye fabrik i Bochum og blev med en kommerciel succes.
I foråret 1964 introducerede de store luksusmodeller Admiral og Diplomat. Disse modeller blev sammen med Kapitän omtalt som "KAD-modellerne" (Kapitän / Admiral / Diplomat) og forblev i produktprogrammet indtil sommeren 1977.
1960'erne og 1970'erne var storhedstiden for Opel, som på det tidspunkt var den næststørste tyske bilproducent, alene overgået af VW og var endda markedsleder inden for nogle bilklasser. Den 9. juli 1964 producerede Opel sin bil nummer fem millioner og i 1965 havde Opel produceret en halv million Kadett A-biler, og blot 21 måneder senere blev bil nummer en million i serien leveret med efterfølgeren Kadett B. Også i 1966 åbnede Opel en ny fabrik i Kaiserslautern, der fremstillede dele til Opels biler.
I efteråret 1970 blev mellemklassebilen Ascona og dens coupé-variant Manta tilføjet sortimentet. Modellen og efterfølgende udgaver solgte i alt 3,2 mio. biler og blev derved den mest solgte Opel-model. I september 1971 rullede en Opel Rekord C af samlebåndet i Rüsselsheim som Opel nr. 10 millioner, og i 1972 blev Opel for første gang efter krigen det største tyske bilmærke med et rekordstort antal solgte enheder på 878.000 og en markedsandel på 20,4%. Opel beskæftigede på det tidspunkt 59.200 ansatte og omsatte for 6,5 mia. DM. I august 1973 blev Kadett C introduceret, som fra maj 1975 også blev solgt i en variant som hatchback i konkurrence med VW Golf.
Hvor Opel i 1970'erne opnåede stor succes, havde Opels søsterselskab i Storbritannien, Vauxhall Motors, derimod en række problemer med kvalitet og dalende salg, og General Motors lod i løbet af 1970'erne Opel overtage udviklingen af de europæiske modeller. Vauxhalls modeller blev fra midten af 1970'erne Opel-modeller, blot solgt under Vauxhall-mærket; i begyndelsen med mindre variationer, men senere som identiske højrestyrede varianter.
Opel Diplomat udgik i 1977 som den sidste repræsentant for "KAD"-serien og blev indirekte efterfulgt i foråret 1978 af Opel Senator, der var baseret på Rekord E, med med sekscylindrede motorer. Samtidig lancerede Opel Monza, en coupé med stor bagklap, baseret på Senator. Succesen for disse to topmodeller i serien var imidlertid behersket: Monza udgik efter otte år uden efterfølger. Efter en modelændring i sommeren 1987 (nu fungerede Omega A som grundlag), fortsatte Senator med at blive bygget indtil juni 1993.
Opel havde op igennem 1970'erne holdt fast i baghjulstræk på sine modeller, men introducerede i 1979 sin første forhjulstrukne model i form af en ny udgave af Kadett, Opel Kadett D. Kadett D var baseret på GM's T-platform og havde som noget nyt tværliggende motor og forhjulstræk.
- Opel Rekord C fra 1971
- Opel GT
- Opel Manta A
- Opel Senator A1

### 1980 - 1999: Kvalitetsproblemer og tab af markedsandele
Hvor 1970'erne havde været et succesrigt årti, begyndte 1980'erne med problemer forårsaget af oliekrisen i 1979, der medførte et kraftigt fald i bilsalget på knap 20%, der ramte hele bilindustrien. Opel tabte i 1980 411 millioner DM og fik derved sit første underskud siden 1950. Opel måtte opsige mere end 7.500 medarbejdere blev afskediget på et tidspunkt, hvor arbejdsløshed plagede europæisk økonomi. Særlig Opels større mellemklassemodeller med store tørstige motorer blev ramt; kun den nye forhjulstrukne Kadett D solgte tilfredsstillende.
Opel havde i slutningen af 1970'erne set mod ærkekonkurrenterne fra Ford og VW, der i midten af 1970'erne havde udviklet minibilerne Ford Fiesta og VW Polo, der var blevet blandt de mest solgte modeller på det tyske marked. Opel havde først i slutningen af 1970'erne påbegyndt udviklingen af en Opel minibil, der blev fremstillet på GM's nye fabrik i Zaragoza i Spanien. Den nye mini, Opel Corsa A, kom på markedet i 1983 og blev en stor succes for Opel. Opel havde forinden i 1981 sendt en ny generation af mellemklassebilen Ascona på markedet, baseret på GM's J-car-serie. Den nye Ascona C havde var som den første Ascona med forhjulstræk. Kadett kom i 1984 i en ny udgave (Kadett E), der også opnåede pæne salgstal og blev som den første Opel i mange år kåret til Årets Bil i Europa.
Effektiviteten på Opels fabrikker haltede imidlertid efter konkurrenternes, og GM så med bekymring på den japanske bilindustris indtog i USA og i Europa, og GM/Opel iværksatte et omfattende program, der skulle bringe produktionsomkostningerne ned. Programmet blev i Europa ledet af spanieren José Ignacio López de Arriortúas, der gennemførte en lang række omkostningsbesparelser hos Opel, og som også forlangte, at Opels underleverandører skulle levere billigere og holde større lagre af komponenter. Der blev under Lopez udviklet afløsere til de godt sælgende volumenmodeller Rekord (afløst af Opel Omega i 1986) og Kadett (afløst af Opel Astra i 1991).
De to nye modeller solgte i begyndelsen godt, men var plaget af en lang række kvalitetsproblemer i et omfang, der var nyt for Opel, der indtil da havde markedsført sig på sin kvalitet og pålidelighed. De nye modeller led også af et gammeldags design i forhold til konkurrenternes mere innovative opgraderinger af modellerne, og Opels markedsandele begyndte at falde. GM havde i 1986 flyttet sit europæiske hovedkontor fra Rüsselsheim til Zürich, der ingen bilproduktion havde, og Opels topledelse var plaget af hyppige udskiftninger på topposterne, hvoraf de fleste kom fra GM's amerikanske organisation, og oftest så topposten i Opel/GM Europa som et springbræt til en topstilling i Detroit. Fra begyndelsen af 1970'erne til marts 2013 havde Opel 16 administrerende direktører, hvoraf ni var amerikanere. Den gennemsnitlige tid på posten var under 2,5 år. José Ignacio López skiftede til Volkswagen i 1993, hvilket udløste en bitter strid mellem GM og VW, idet López blev anklaget for at have taget interne dokumenter fra Opel/GM og brugt dem hos VW.
Opel opnåede dog succes med introduktionen af Opel Vectra, der i 1988 afløste den aldrende Ascona. I 1991 blev mere end 50 års produktion af Kadett indstillet og afløst af den nye Opel Astra. GM introducerede i 1990'erne de amerikansk inspirerede off-roadere/SUV'er Opel Frontera og Opel Monterey, der var bygget i England og var baseret på GM's japanske Isuzu-modeller, men begge modeller opnåede begrænsede salgstal og udgik nogle år senere. GM forsøgte også i 1996 at sælge en amerikansk udviklet MPV, der i USA blev solgt under GM's mærker Chevrolet, Oldsmobile og Pontiac, som Opel Sintra, men også denne model blev en fiasko i Europa, bl.a. som følge af dårlig samlekvalitet, og modellen taget ud af programmet få år senere. Mere succesfuld var den europæiske udviklede Opel Zafira, der blev introduceret i 1999 baseret på Opel Astra og videreudviklet af Opel sammen med Porsche.
På trods af det dalende salg og de tabte markedsandele, forblev Opel imidlertid profitabel op igennem 1990'erne, bl.a. på grund af den stramme omkostningsstyring, og Opel blev i årtiet den bedst indtjenende del af General Motors, der i USA havde betydelige problemer, bl.a. som følge af et forældet modelprogram og konkurrencen fra bl.a. Japanske bilproducenter. GM anvendte imidlertid ikke overskuddene i Opel til videreudvikling af mærket og nye europæiske modeller, men til at dække underskud i USA og til at finansiere ekspansion i Asien. Den effektive omkostningsstyring kunne dog ikke i længden kompensere for for manglende udvikling af Opel-mærket og de stadig dalende markedsandele, og 1999 blev det sidste år, hvor Opel havde overskud i en lang periode.
- Opel Sintra
- Opel Astra afløste Opel Kadett i 1991
- Opel Frontera
- Opel Monterey

### 2000 - 2017 Økonomisk krise og GM kollaps
Hvor Opel i 1970'erne var konkurrerede med Volkswagen om at være den største tyske bilproducent, havde den manglende innovation af mærket og ensidige fokusering på omkostningsreduktion og deraf følgende opståede kvalitetsproblemer medført, at mærket ved indgangen til det nye årtusinde stod overfor en række alvorlige problemer. De deraf følgende milliardtab førte til en drastisk reduktion af kapacitet og ansatte. I 1990 beskæftigede Opel-koncernen 57.400 medarbejdere, i 1996 44.700 og i 2006 var antallet af beskæftigede reduceret til 27.661 medarbejdere. Opel havde i 1982 i Tyskland en markedsandel på 18,18%, men over årene faldt denne til 6,93% i 2012.
Opels topmodel, Opel Omega, der var blevet introduceret i 1994, måtte udgå i 2004 uden en afløser, grundet den manglende efterspørgsel efter luksusbiler under Opel-mærket. Opel topmodel var herefter mellemklassebilen Vectra. Fra efteråret 2007 fremstillede Opel Astra-modeller, der blev eksporteret til USA, hvor de blev solgt under GM's Saturn-mærke.
Vectra blev i 2008 afløst af Opel Insignia, der for første gang i 22 år gav Opel en kåring som Årets bil i Europa. Den relative succes med Insignia blev dog kortvarig, for senere på året måtte General Motors indlede forhandlinger om rekonstruktion under den amerikanske Chapter 11-ordning. Den amerikanske bilindustri, og særlig GM var blevet hårdt ramt af finanskrisen, og måtte søge om hjælp hos regeringerne for at overleve. Som en del af rekonstruktionsforhandlingerne accepterede GM den 10. september 2009 at sælge 55% af Opel til et konsortium med canadiske Magna og russiske Sberbank i spidsen. Den tyske regering havde godkendt handle, og betingede sig, at GM ikke fik bestemmende indflydelse i Opel, som vilkår for tysk statsstøtte. I sidste øjeblik blev handlen dog annulleret af GM i november 2009. Forsøgene på en rekonstruktion af Opel fortsatte imidlertid, og det blev i den forbindelse besluttet at lukke fabrikken i Antwerpen i Belgien ved udgangen af 2010.
GM's rekonstruktionsplan mislykkedes, og GM's aktiver blev overdraget til et nyt selskab, da drev GM videre under samme navn; det gamle selskab gik konkurs. Opel fortsatte med at generere betydelige underskud.
I februar 2012 offentliggjorde GM, at Opel havde indgået en alliance med PSA Peugeot Citroen, og at GM købte 7% af aktierne i PSA, hvorved GM/Opel blev den største aktionær i PSA efter Peugeot-familien. Alliancen skulle muliggøre årlige besparelser på 2 milliarder dollars om året ved hjælp af deling af platforme, fælles indkøb og andre stordriftsfordele. Alliancen blev dog hurtigt opløst, og allerede i december 2013 solgte GM sin andel af PSA. i 2016 tabte GM 256 millioner $ på sine europæiske aktiviteter, primært Opel, og GM's samlede tab i Europa blev anslået til at udgøre ca. 20 milliarder $ siden 1999. Som følge af de svigtende salg måtte Opel i december 2014 lukke sin fabrik i Bochum efter 54 år, og i begyndelsen af 2015 trak Opel sig ud af det kinesiske marked og lukkede sit forhandlernetværk efter General Motors havde besluttet af trække sig helt ud af Europa i begyndelsen af 2016.

### 2017–i dag
I marts 2017 solgte GM Opel og Vauxhall til Groupe PSA for 2 milliarder $. Som en del af handlen forpligtede GM sig til at betale PSA 3,2 milliarder til afdækning af pensionsforpligtelser samt i øvrigt at afdække allerede afgivne pensionstilsagn i de følgende 15 år. Gennemførelsen af handlen fandt sted i august 2017.
Efter PSA's overtagelse af Opel opnåede selskabet i 2018 for førte gang siden 1999 et overskud.
Den 16. januar 2021 blev Opel en del af Stellantis eter at PSA fusionerede med italiensk-amerikanske Fiat Chrysler Automobiles.
Efter PSA's overtagelse af Opel har PSA (og senere Stellantis) forfulgt en strategi med at omdanne koncernens fabrikker således, at de kan producere på tvært af koncernens mærker. De tidligere Opel-fabrikker producerer således i dag biler og dele til biler til andre Stellantis-modeller, og fabrikker, der tidligere producerede til eksempelvis Peugoet/Citroën og Fiat producerer nu til Opel-modeller.

## Marketing

### Logo
Det første Opel-logo inderholdt bogstaverne på firmaets grundlægger Adam Opel: "A" og "O" med A i bronze og O i rødt. Logoet blev omkring 1890 ændret og indeholdt nu ordene "Victoria Blitz" (med reference til sejr og lyn ("Blitz"))
I 1909 blev indført et nyt logo, der var formet som et øje, og alene indeholdt navnet Opel. Opel anvendte også en stiliseret angivelse af Opel-navnet sat på skråt.
Fra midten af 1930'erne og frem til 1960'erne havde personbilerne et mærke med en ring, der blev krydset af noget, der så ud som var det flyvende mod venstre. Det "flyvende" objekt kunne ligne en zeppeliner, og blev også anvendt som kølerfigur på Opel-modeller. I nogle udgaver lignede det en pil, i andre udgaver et fly eller en fugl.
Udover kølerfiguren benyttede Opel også et mærke, der igennem tiden blev ændret, men som overvejende havde en kombination af hvide og gule farver.
Lynet i Opels logo har tråde til brugen af det oprindelige "Victoria Blitz" og til den senere succesrige lastbil Opel Blitz (Blitz er det tyske ord for lyn). Logoet for lastbilen bestod oprindeligt af to smalle bjælker sat op så de lignede et lyn med ordene "Opel" og "Blitz" skrevet på hver bjælke. I 1950'erne blev logoet gjort mere enkelt med et vandret lyn, som det kendes fra Opel-logoet i dag. I slutningen af 1960'erne blev den flyvende ting i logoet på modellernes kølerhjelme afløst af "lynet" fra det grafiske logo, som Opel benyttede.
Logoet er løbende blevet justeret og ændret.
- Udviklingen af emblemet med flyvende objekt gennem en ring
- Ældre kølerfigur med hul gennem ringen og vinger uden om
- Kølerfigur på Opel Olympia (1935–37)
- Kølerfigur på Opel fra 1937, typisk for datidens Opel-modeller
- Logo på kassen til reservehjulet på en Kapitän fra 1938
- Logo bag på en Kapitän fra 1951
- Logo på Opel Kapitän fra 1959

- Lynet fra Opel Blitz, der afløser kølerfiguren
- Opel Blitz med ordene skrevet på skråtstilet lyn
- 1961 Opel Blitz med stiliseret lyn
- Grundlæggende form af det nuværende logo på en Opel Blitz fra 1968
- Lynet i en ring på en Kapitän fra 1969
- Logo fra 1970-1987, ordet "Opel" blev droppet 1981
- Opel logo (2009-2017)
- Opel logo (2017–2020)
- Opel logo (Siden 2023)

- Forhandlerlogo
- Forhanldlerlogo fra 1937-1950
- Forhandlerlogo fra 1950-?

## Produktion og salg af Opel i Danmark
General Motors havde allerede i 1923, længe inden købet af Opel, oprettet et dansk datter selskab, General Motors International (GMI) med hovedsæde i Sydhavnen i København. Det danske selskab producerede og solgte GM's modeller i Danmark og i flere europæiske lande. Udover produktion af Chevrolet og Buick producerede GMI og Opel efter GM's overtagelse af den tyske bilproducent. Særlig efter krigen blev produceret et stor antal Opel i GMI's samlehaller i Aldersrogade i København. Produktionen ophørte i 1974.
Forhandling af GM's biller, herunder Opel, blev i mange år varetaget af GM's danske generalagent Andersen & Martini.

## Årets Bil i Europa
Opel har fire gange modtaget prisen European Car of the Year:
- 1985: Opel Kadett E
- 1987: Opel Omega A
- 2009: Opel Insignia
- 2012: Opel Ampera
- 2016: Opel Astra K

## Nuværende modelprogram
Nedenfor er angivet en liste over nuværende og annoncerede køretøjer fra Opel pr. 2022:
| Corsa (Produktion: 1982–i dag)                                                                    | | Supermini                       | - Hatchback                              |
| Astra (Produktion: 1991–i dag)                                                                    | | Lille familiebil                | - Hatchback - Sports Tourer (Stationcar) |
| Mokka (Produktion: 2012–i dag)                                                                    | Opel Insignia Grand Sport 1.6 Diesel Business Innovation (B) – Frontansicht, 5. Mai 2017, Düsseldorf | Subcompact crossover SUV        | - Crossover SUV                          |
| Crossland (Produktion: 2017–i dag)                                                                | | Subcompact crossover SUV        | - Crossover SUV                          |
| Grandland (Produktion: 2017–i dag)                                                                | | Compact crossover SUV           | - Crossover SUV                          |
| Combo Life (En Peugeot Partner/Citroën Berlingo solgt under Opel-mærket) (Produktion: 2018–i dag) | | Familie-/fritids-/aktivitetsbil | - MPV                                    |
| Rocks (En Citroën Ami solgt under Opel-mærket) (Produktion: 2021–i dag)                           | | Firhjuler                       | - Firhjuler                              |

### Varebiler/Kassebiler
| Combo (Peugeot Partner/Citroën Berlingo solgt under Opel-mærket) (Tidligere en kassevogn på basis af Opel Kadett E (1986-1993)) (Tidligere en kassevogn på basis af Opel Corsa B (1994-2001)) (Tidligere en kassevogn på basis af Opel Corsa C (2001-2011)) (Tidligere en kassevogn på basis af Fiat Doblò (2011-2018)) (Tidligere en kassevogn på basis af Peugeot Partner/Citroën Berlingo (2018- )) |  | Varebil/kassebil | - Van       |
| Movano (En Fiat Ducato solgt under Opel-mærket) (Var fra 1998-2021 en Renault Master solgt under Opel-mærket) (Produktion: 1998–i dag) |  | Kassevogn        | - Kassevogn |
| Vivaro C (En Peugeot Expert/Citroën Jumpy solgt under Opel-mærket) (Var fra 2001-2019 en Renault Trafic solgt under Opel-mærket) (Produktion: 2001–i dag) |  | Kassevogn        | - Kassevogn |

## Tidligere modeller

### Introduceret for salget tilGeneral Motors(1899–1929)
| System Lutzmann |  | 1899–1902 |
| 10/12 PS        |  | 1902–1906 |
| Darracq         |  | 1902–1907 |
| 20/22 PS        |  | 1903–1906 |
| 12/14 PS        |  | 1904–1908 |
| 14/20 PS        |  | 1904–1908 |
| 35/40 PS        |  | 1905–1909 |
| 45/50 PS        |  | 1906–1909 |
| 18/30 PS        |  | 1907–1909 |
| 10/18 PS        |  | 1907–1910 |
| 33/60 PS        |  | 1908–1913 |
| Doktorwagen     |  | 1909–1910 |
| 6/12 PS         |  | 1909–1910 |
| 6/14 PS         |  | 1909–1910 |
| 15/24 PS        |  | 1909–1911 |
| 21/45 PS        |  | 1909–1914 |
| 8/16 PS         |  | 1910–1911 |
| 28/70 PS        |  | 1910–1914 |
| 24/50 PS        |  | 1910–1916 |
| 8/20 PS         |  | 1911–1916 |
| 10/24 PS        |  | 1911–1916 |
| 6/16 PS         |  | 1911–1920 |
| Puppchen        |  | 1911–1920 |
| 18/40 PS        |  | 1912–1914 |
| 40/100 PS       |  | 1912–1916 |
| 13/30 PS        |  | 1912–1924 |
| 34/80 PS        |  | 1914–1916 |
| 12/34 PS        |  | 1916–1919 |
| 18/50 PS        |  | 1916–1919 |
| 9/25 PS         |  | 1916–1922 |
| 21/55 PS        |  | 1919–1924 |
| 30/75 PS        |  | 1919–1924 |
| 8M21            |  | 1921–1922 |
| 10/30 PS        |  | 1922–1924 |
| Laubfrosch      |  | 1924–1931 |
| 10/40 PS        |  | 1925–1929 |
| 12/50 PS        |  | 1927–1929 |
| 15/60 PS        |  | 1927–1929 |
| 8/40 PS         |  | 1927–1930 |
| Regent          |  | 1928–1929 |

### Introduceret underGeneral Motors' ejerskab (1929–2017)
| Blitz (En Bedford CF solgt under Opel-mærket)                                                                                            | | 1930–1988                                                                    |
| 1.8 Liter | | 1931–1933                                                                    |
| P4 | | 1931–1937                                                                    |
| 1,3 Liter | | 1934–1935                                                                    |
| »6« | | 1934–1937                                                                    |
| Olympia | | 1935–1940 (Original) 1947–1953 (1. genoplivning) 1967–1970 (2. genoplivning) |
| Super 6 | | 1937–1938                                                                    |
| Admiral | | 1937–1939 (Original) 1964–1976 (Genoplivning)                                |
| Kadett | | 1937–1940 (Original) 1962–1993 (Genoplivning)                                |
| Kapitän | | 1939–1940 (Original) 1948–1970 (Genoplivning)                                |
| Rekord | | 1953–1986                                                                    |
| Diplomat | | 1964–1977                                                                    |
| Commodore | | 1967–1982                                                                    |
| GT (Den oprindelige model havde et udseende meget tæt på Chevrolet Corvette (C3). Den genoplivede model en Saturn Sky solgt som en Opel) | | 1968–1973 (Original) 2007–2009 (Genoplivning)                                |
| Ascona | | 1970–1988                                                                    |
| Manta (Bliver genoplivet som en Crossover SUV i 2025)                                                                                    | | 1970–1988                                                                    |
| K 180 (Kun i Latinamerika) | | 1974–1978                                                                    |
| Gemini (En Isuzu Gemini solgt under Opel-mærket) (Kun i Malaysia og Thailand)                                                            | | 1975–1983                                                                    |
| Monza | | 1978–1986                                                                    |
| Senator | | 1978–1993                                                                    |
| Chevette (En Vauxhall Chevette solgt under Opel-mærket)                                                                                  | | 1980–1982                                                                    |
| Omega | | 1986–2003                                                                    |
| Vectra | | 1988–2008                                                                    |
| Calibra | | 1990–1997                                                                    |
| Campo (En Isuzu Faster solgt under Opel-mærket)                                                                                          | | 1991–2001                                                                    |
| Frontera (En Isuzu MU/Isuzu Wizard solgt under Opel-mærket) (Genoplivet i 2024 som en Citroën C3 Aircross solgt under Opel-mærket)       | | 1991–2004                                                                    |
| Monterey (En Isuzu Trooper solgt under Opel-mærket)                                                                                      | | 1992–1999                                                                    |
| Tigra | | 1994–2001 (Original) 2004–2009 (Genoplivet)                                  |
| Calais (En Holden Calais solgt under Opel-mærket) (Kun Malaysia og Singapore)                                                            | | 1995–1997                                                                    |
| Blazer (En Chevrolet S-10 Blazer solgt som en Opel) (Kun Indonesien)                                                                     | | 1995–2002                                                                    |
| Sintra (En Chevrolet Venture) | | 1996–1999                                                                    |
| Arena (en Renault Trafic solgt under Opel-mærket)                                                                                        | | 1997–2000                                                                    |
| Agila (En Suzuki Splash solgt under Opel-mærket) (Fra 2000-08 en Suzuki Solio solgt under Opel-mærket)                                   | | 2000–2014                                                                    |
| Speedster | | 2001–2005                                                                    |
| Signum | | 2003–2008                                                                    |
| Meriva | | 2003–2017                                                                    |
| Antara | | 2006–2015                                                                    |
| Insignia | Opel Insignia Grand Sport 1.6 Diesel Business Innovation (B) – Frontansicht, 5. Mai 2017, Düsseldorf | 2008–2022                                                                    |
| Ampera (En Chevrolet Volt solgt under Opel-mærket)                                                                                       | | 2012–2015                                                                    |
| Adam | | 2013–2019                                                                    |
| Cascada | | 2013–2019                                                                    |
| Karl (En Chevrolet Spark solgt under Opel-mærket)                                                                                        | | 2015–2019                                                                    |
| Ampera-e (En Chevrolet Bolt solgt under Opel-mærket)                                                                                     | | 2017–2019                                                                    |